# Rally Gibralfaro de 1983
El Rally Gibralfaro de 1983, oficialmente 12.º Rally Gibralfaro, fue la duodécima edición y la décima cita de la temporada 1983 del Campeonato de España de Rally. Se celebró del 25 al 26 de junio.

## Clasificación final
| Pos. | Piloto                | Copiloto           | Automóvil             | Tiempo    | Diferencia |
| ---- | --------------------- | ------------------ | --------------------- | --------- | ---------- |
| 1.   | Beny Fernández        | José Luis Sala     | Porsche 911 SC        | 1:52:04.0 | 0.0        |
| 2.   | Enrique Villar        | Federico Garret    | Porsche 911 SC        | 1:54:89   |            |
| 3.   | Francisco Palomo      | Pascual Aguilera   | SEAT 124 Special 2000 | 2:01:03   |            |
| 4.   | Helio Tévar           | Pascual Concustell | SEAT 124 Special 2000 | 2:02:35   |            |
| 5.   | José Bernardo Pino    | Begoña Kaibel      | Ford Fiesta XR2 Mk1   | 2:07:04   |            |
| 6.   | Vicente Cabanes       | Marisa Sempere     | SEAT 124 Special 2000 |           |            |
| 7.   | Bandera de ?          | Bandera de ?       |                       |           |            |
| 8.   | J. L. García          | A. Fernández       | SEAT 124 Special 2000 |           |            |
| 9.   | José Luis Toril       | Petra Boquoi       | Volkswagen Golf GTi   |           |            |
| 10.  | Antonio Molina "Nono" | José Blázquez      | Renault 5 Alpine      |           |            |